# Хагедорн, Кристиан Людвиг фон
Кристиан Людвиг фон Хагедорн (нем. Christian Ludwig von Hagedorn; 14 февраля 1712, Гамбург — 24 января 1780, Дрезден) — немецкий теоретик искусства и коллекционер, а также гравёр-любитель и дипломат на саксонской службе. Его художественно-теоретические размышления подготовили эстетику романтизма. Его старший брат Фридрих (1708—1754) был поэтом, его отец Ганс Статиус был дипломатом и правительственным советником на датской службе.

## Биография
Хагедорн изучал право в университете Альтдорфа близ Нюрнберга (Бавария), но письма свидетельствуют, что уже в то время он интересовался искусством. В 1732 году он перешёл в Йенский университет и, как и его брат, посещал лекции по праву Буркхарда Готхельфа Струве и Христиана Готлиба Будера.
В 1737 году Хагедорн поступил на дипломатическую службу в качестве секретаря посольства и в конечном итоге дослужился до должности советника посольства. Его дипломатическая деятельность привела его в различные немецкие дворы, где он имел возможность изучать произведения искусства в местных коллекциях и стал настоящим знатоком. Во время своих многочисленных путешествий он встречался с известными теоретиками искусства, такими как Иоганн Иоахим Винкельман, Иоганн Георг Зульцер и Саломон Гесснер, с которыми долгие годы поддерживал деловые отношения. За пятнадцать лет службы он также собрал собственную коллекцию произведений искусства, в которую в основном входили произведения живописи немецких и голландских художников XVII и XVIII веков.

## Хагедорн — исследователь искусства
Оставив службу в 1752 году, Кристиан Хагедорн полностью посвятил себя критике и теории искусства. В 1755 году он анонимно опубликовал каталог своей коллекции (Lettre à un amateur…), пытаясь тем самым организовать выгодную продажу части произведений. Помимо инвентарного списка, он включил в каталог биографии художников, собственные комментарии и краткий очерк истории немецкого искусства. Хагедорн предполагал, что эта работа может стать продолжением «Немецкой академии» Иоахима фон Зандрарта.
Хотя Хагедорну не удалось продать коллекцию, но он получил значительное признание как ценитель искусства. Немецкий писатель, критик и издатель Кристоф Фридрих Николаи пригласил его работать для издания «Всеобщей немецкой библиотеки» (Allgemeine deutsche Biblothek).
В 1762 году Хагедорн опубликовал свои «Размышления о живописи» («Betrachtungen über die Mahlerey»). Этот труд отражал его впечатления от изучения современной французской и английской литературы, а также его собственный опыт в искусстве. В своих эссе для библиотеки и критических статьях Хагедорн выступал за примат чувства, а не логики в эстетических оценках произведений искусства. Тем самым он прокладывал путь к идеям «Бури и натиска» и немецкому романтизму.
В 1763 году, через год после публикации «Размышлений», Хагедорну было поручено разработать концепцию саксонской академии и школы рисования. С этой целью он переписывался, в частности, с Иоганном Георгом Вилле в Париже. В 1764 году он стал генеральным директором Саксонских художественных коллекций (Sächsischen Kunstsammlungen) и Академии искусств в Дрездене. Филиалы музея в Лейпциге и Майсене также находились под его контролем. В 1766 году он был избран иностранным членом Гёттингенской академии наук.

## Судьба коллекции Хагедорна
В период своей дипломатической деятельности с 1737 по 1752 год Хагедорн коллекционировал произведения живописи, преимущественно пейзажи и картины бытового жанра. До его смерти в 1780 году коллекция находилась в его апартаментах на Фрауенгассе в Дрездене. Историк искусства В. Ветцольд назвал её «одной из самых ценных коллекций материалов по истории немецкого искусства XVIII века».
В завещании от 14 июля 1760 года Хагедорн поручил свою коллекцию картин и связанную с ней библиотеку, Виттенбергскому университету, а собрание фарфора — госпоже Кристиане Тёнсберг, проживавшей в Дании. Однако после 14-летней судебной тяжбы, в которой не всё было сделано должным образом, проректор Андреас Тамдруп Рахлоу, который был женат на кузине госпожи Тёнсберг, сумел добиться передачи всей коллекции в свою резиденцию Нюгор в Снолделеве, к югу от Копенгагена.
14 ноября 1806 года дом и вместе с ним вся коллекция картин сгорели, а во время Второй мировой войны почти все судебные документы в Дрезденском окружном суде также были уничтожены огнём. После этого дальнейшее исследование судьбы коллекции картин стало невозможным, пока датчанину Рольфу Викеру не удалось найти копии утраченных документов, включая полный список всех картин. Опись доказала, что по крайней мере 54 картины не были уничтожены пожаром, поскольку они были до этого проданы. Пожар оказался страховым мошенничеством, которое на самом деле удалось. Около 54 картин были идентифицированы в датских и зарубежных каталогах различных художественных аукционов и теперь должны находиться в различных государственных и частных коллекциях.

## Офорты Хагедорна

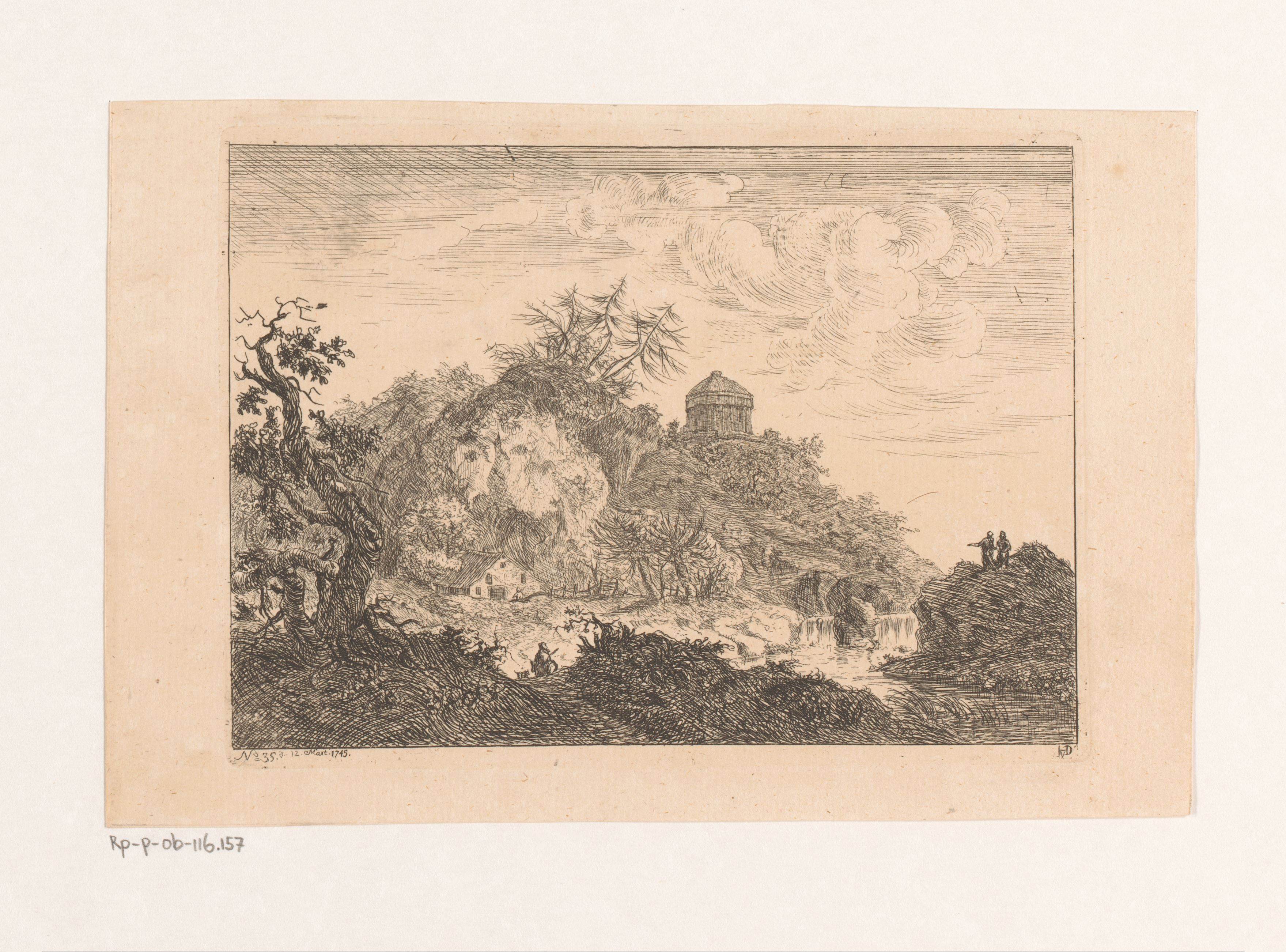
Холмистый пейзаж с водопадом. 1745. Офорт
Речка на переднем плане с коровой и козой. 1744. Офорт на голубой бумаге
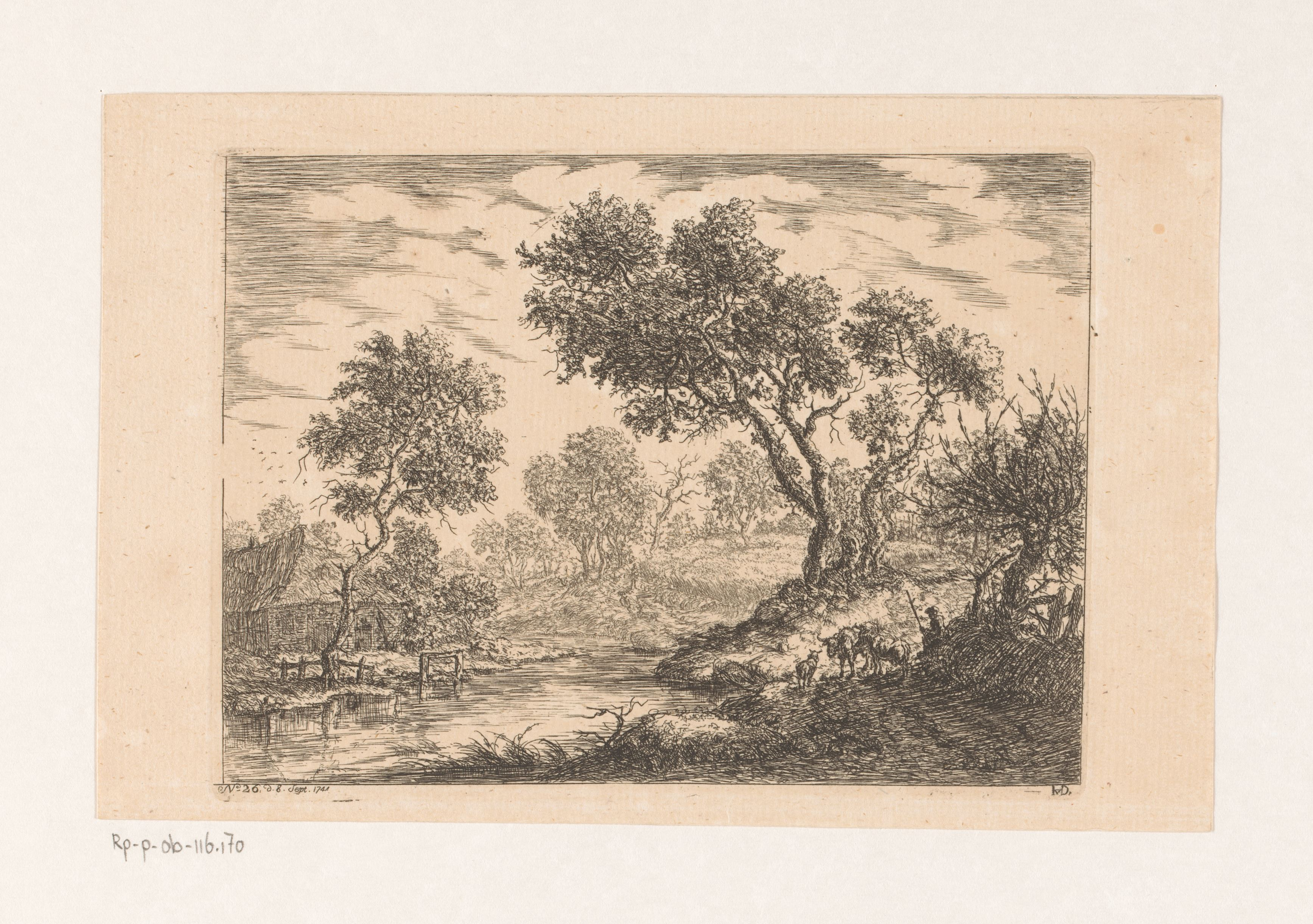
Пейзаж с фермой на берегу ручья. 1744. Офорт
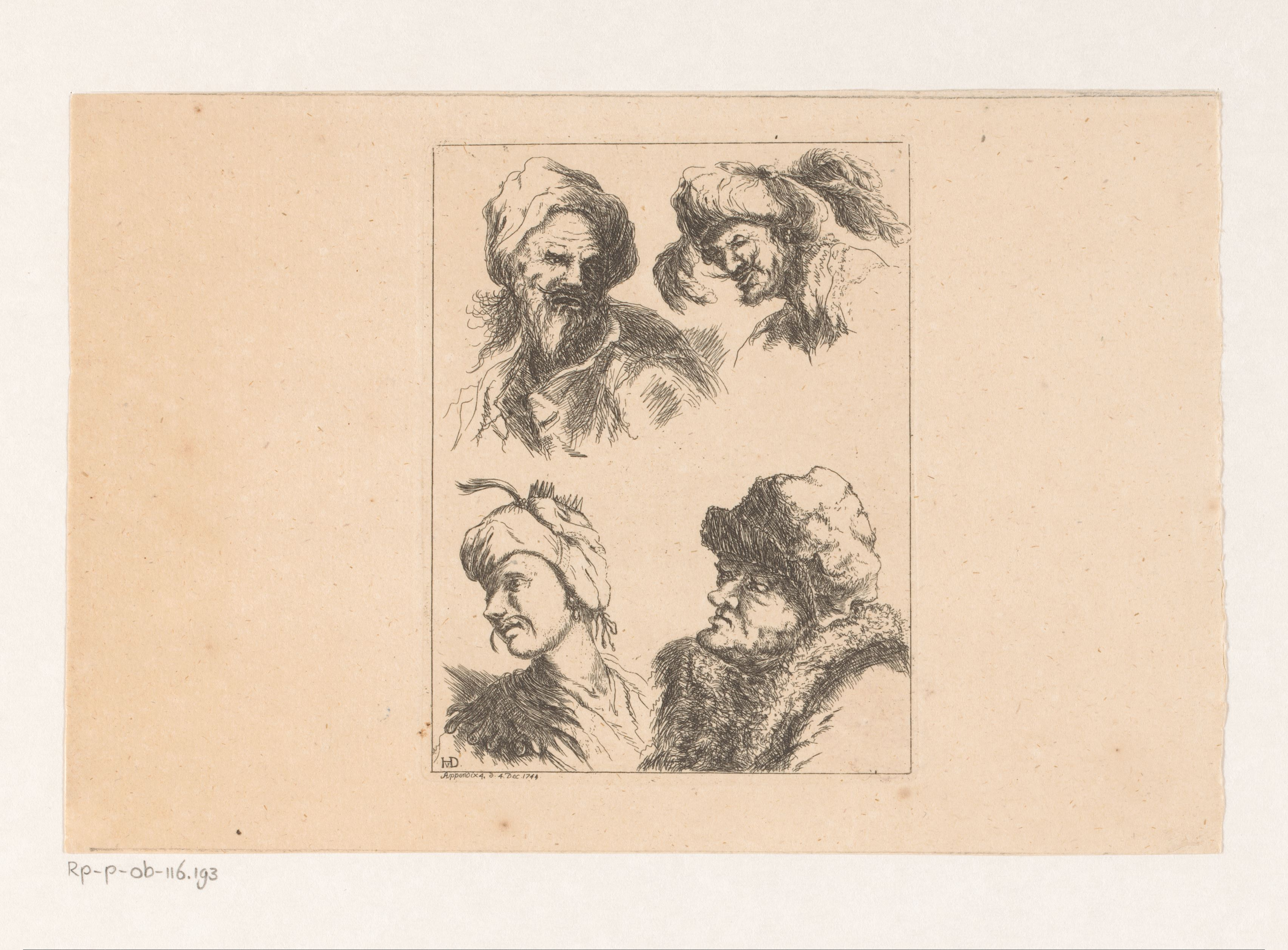
Четыре мужские головы. 1744. Офорт
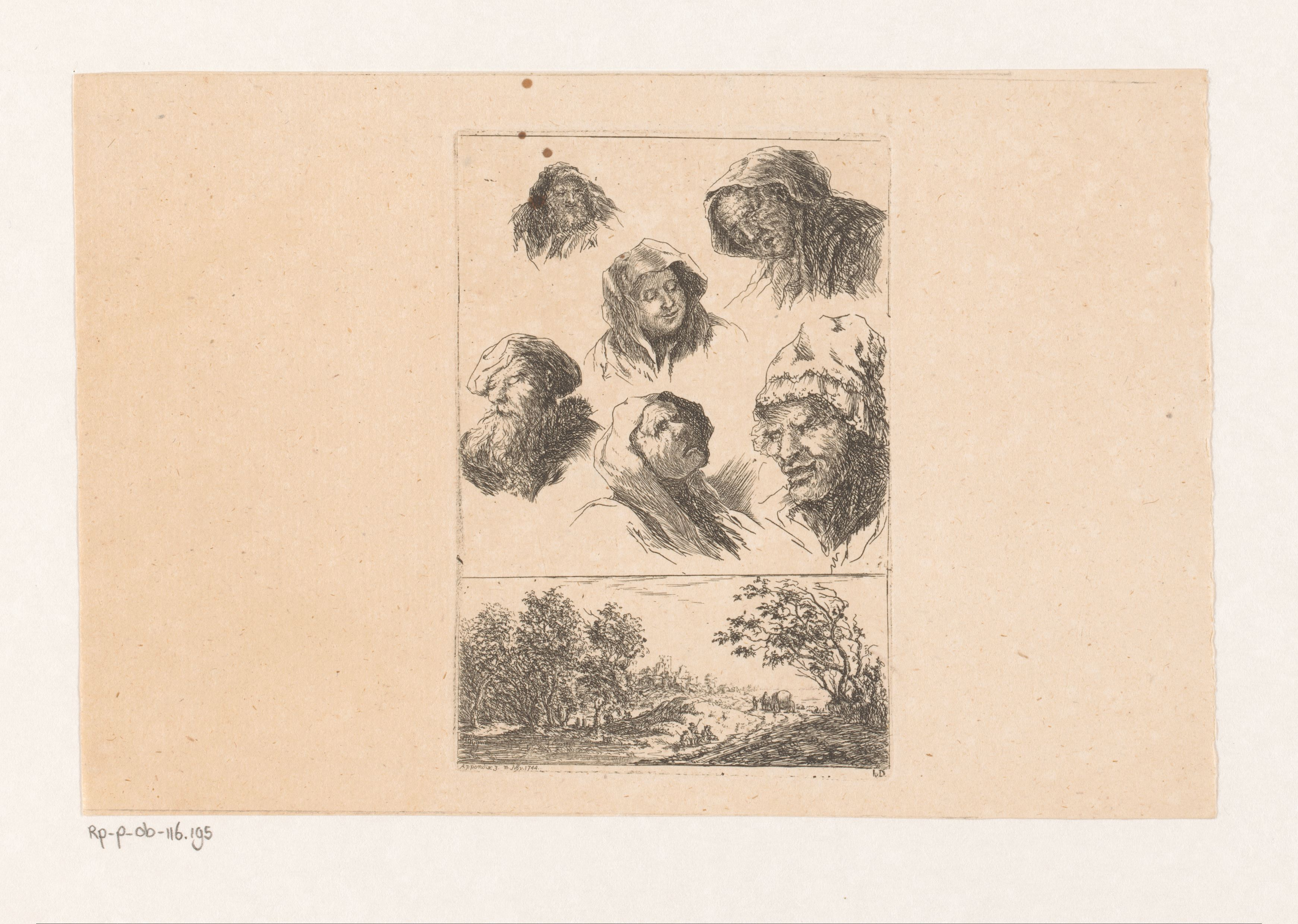
Шесть мужских и женских голов и пейзаж с деревней вдалеке. 1744. Офорт

## Научные публикации
- Lettre à un amateur de la peinture avec des eclaircissements historiques sur un cabinet et les auteurs des tableaux, qui le composent. Dresden, 1755 (Digitalisat), (Reprint: Genf 1972)
- Betrachtungen über die Mahlerey. 2 Bände. Wendler, Leipzig 1762. (Digitalisat Band 1), (Band 2)
- Briefe über die Kunst von und an Christian Ludwig von Hagedorn. Leipzig, 1797